# Хшонстовиці (Олькуський повіт)
Хшонстовиці (пол. Chrząstowice) — село в Польщі, у гміні Вольбром Олькуського повіту Малопольського воєводства.
Населення — 527 осіб (2011).
У 1975-1998 роках село належало до Катовицького воєводства.

## Демографія
Демографічна структура станом на 31 березня 2011 року:
|          | Загалом | Допрацездатний вік | Працездатний вік | Постпрацездатний вік |
| -------- | ------- | ------------------ | ---------------- | -------------------- |
| Чоловіки | 267     | 53                 | 179              | 35                   |
| Жінки    | 260     | 45                 | 156              | 59                   |
| Разом    | 527     | 98                 | 335              | 94                   |